# Mwene-Ditu
Mwene-Ditu – miasto w południowej części Demokratycznej Republiki Konga. Około 170,8 tys. mieszkańców.